# 索斯提尼斯
索斯提尼斯（希臘語：Σωσθένης，—前277年）是馬其頓將軍。於利西馬科斯在位期間，他是小亞細亞的總督。在前279年，高盧入侵馬其頓期間，他因受到軍中士兵歡迎而要被擁為國王，但他立刻要求士兵停止呼聲並要他們發誓，希望他們繼續以指揮官的身份對待自己而不是擁立為王。於是索斯提尼斯繼續以將軍的身份率領馬其頓軍隊，直到被安提柯二世擊敗。

## 來源
- Nicholas G. L. Hammond, The Macedonian State, Oxford University Press, 1989, ISBN 0-19-814883-6. Pg. 299.

| 前任者： 安提帕特·厄特賽阿斯 | 馬其頓統治者 前279－前277年 | 繼任者： 安提柯二世 |